# Partido Revolucionario del Proletariado (Portugal)
El Partido Revolucionário do Proletariado fue un partido político portugués de inspiración guevarista que nació en la clandestinidad en 1973. Tuvo un especial protagonismo en el proceso revolucionario de 1974 y 1975. A partir de 1976 sufrió una gran escisión y desapareció a comienzos de la década de 1980.
Inicialmente nació de una escisión del Frente Patriótica de Libertação Nacional (FPLN) vinculada al grupo armado BR (Brigadas Revolucionárias). En muchas ocasiones apareció en público como Partido Revolucionario del Proletariado-Brigadas Revolucionarias (Partido Revolucionário do Proletariado-Brigadas Revolucionárias), o con las siglas PRP-BR.
Durante la última época del Estado Novo se dedicó al sabotaje de retaguardia contra objetivos militares portugueses, para favorecer a los movimientos independentistas de las colonias africanas portuguesas. En su infraestructura clandestina tuvo mucha importancia a la protección otorgada por grupos de católicos progresistas. A diferencia de otros partidos de extrema izquierda, no entraba en disquisiciones teórico-ideológicas sobre el marxismo-leninismo. Daba mucha importancia a la autoorganización de los trabajadores y presentaba su práctica de la lucha armada como un proceso de aprendizaje al que podían irse sumando sectores cada vez más amplios del movimiento obrero.
Después de la revolución de los claveles el PRP tuvo actividad pública. Publicaba el semanario Revolução dirigido por Isabel do Carmo. No se presentó a las elecciones de abril de 1975, pero participó en la campaña con el eslogan "el arma es el voto del pueblo".
Durante los dos años de proceso revolucionario (1974-1975) el PRP tuvo mucha influencia en algunos sectores revolucionarios del ejército, en especial en el COPCON. Su trabajo político se reveló especialmente en el llamado documento del COPCON un manifiesto político aprobado por numerosos partidos de izquierda revolucionaria, y organizaciones populares de base impulsado desde sectores revolucionarios del ejército. Ese documento llamaba la marginación de la asamblea constituyente y a descentralizar el poder en las organizaciones del llamado Poder Popular. Los contactos el PRP en el COPCON le permitieron también organizar un pequeño destacamento militar vinculado al partido, que participó en campañas de concienciación cívico-revolucionaria en el distrito de Braganza durante el verano de 1975, intentando -sin éxito- contrarrestar las simpatías contrarrevolucionarias del norte de Portugal.
El PRP fue uno de los impulsores en agosto de 1975 de la organización del Frente de Unidade Revolucionária que aglutinaba varios partidos izquierda y apoyaba críticamente al quinto gobierno provisional de Vasco Gonçalves, aunque criticando su intento de dirigir las luchas populares. También impulsó los Soldados Unidos Vencerão (SUV) una organización de soldados revolucionarios que pretendía quebrar la disciplina de los cuarteles e inutilizar al ejército en caso de que fuese movilizado para un golpe militar contra-revolucionario. En el otoño de 1975, el PRP-BR recibió casi 3000 fusiles de guerra robados por el capitán Fernandes, un militar simpatizante que pasó la clandestinidad. El PRP pensaba que los fusiles servirían para armar otra de sus iniciativas, los Consejos Revolucionarios. Se trataba de asambleas de trabajadores en sus centros de trabajo, o en los barrios, movilizadas por iniciativa del PRP. Si así lo votaban en asamblea, esos consejos podían recibir armamento e instrucción militar para participar en la defensa de la revolución. El PRP fue acusado de pretender organizar un golpe de Estado con los militares simpatizantes, pero siempre defendió que su línea iba por la insurrección popular armada y que rechazaba el golpismo. Esta actividad del PRP-BR está rodeada de cierto misterio, y aunque su periódico publicitaba algunos casos ejemplares, es difícil saber cuántos consejos revolucionarios existieron y cuántos recibieron armas.
Durante el PREC, el PRP-BR no utilizó las armas para atentados personales, pero fue responsable de una serie de granadas que se lanzaron contra las comisarías como respuesta al violento cierre oficial de la emisora Rádio Renascensa, que había sido ocupada por los trabajadores y emitía una programación revolucionaria. También atacó con botes de humo una manifestación de apoyo al almirante Pinheiro de Azevedo, primer ministro en el VI gobierno provisional.
En 1976, el PRP apoyo a la candidatura de Otelo Saraiva de Carvalho en las elecciones presidenciales, donde logró un 16% de los votos a nivel nacional y ganó en algunas zonas industriales.
Después de la campaña electoral de 1976, cuando era evidente el reflujo de los movimientos sociales y la estabilización del nuevo régimen democrático, el PRP sufrió una escisión en torno a la estrategia política a seguir y el mantenimiento del apoyo a Otelo Saraiva de Carvalho. Los que siguieron apoyándolo formaron la Organização Unitária de Trabalhadores (OUT) que se legalizó más tarde Força de Unidade Popular, al que posteriormente se vinculó al grupo armado Forças Populares 25 de Abril.

## Principales dirigentes históricos
- Carlos Antunes
- Isabel do Carmo
- Pedro Goulart

## Actualidad
En el año 2002 un grupo de antiguos y nuevos militantes refundó el partido, bautizando lo Partido Revolucionário do Proletariado-Bases para a Revolução, pero su actividad ha sido poco conocida y su página web no se reactualiza desde el año 2004.  